# Peter Kodera
Peter Kodera (* 23. Dezember 1937 in Wien; † 4. Juli 2014 ebenda) war ein österreichischer Maler, Fotograf und Kameramann.

## Leben und Wirken
Peter Kodera studierte ab 1956 an der Akademie für Musik und darstellende Kunst in Wien und an der Filmschule. Seinen Abschluss machte er 1961. Nach Freundes- und Ateliergemeinschaften mit bildenden Künstlern begann seine konsequente Beschäftigung mit Malerei und Fotografie. 
Zwischen 1961 und 1984 war er als freischaffender Kameramann tätig. Die filmische Zusammenarbeit mit Ferry Radax und Helmut Pfandler wurde mit zahlreichen Preisen ausgezeichnet. Der Kurator Dieter Ronte nannte Kodera „einen der wichtigsten österreichischen Fotografen der Nachkriegszeit“. Von 1993 bis 1996 war er Präsident des Künstlerhauses Wien, von 1994 bis 2006 war er Vertragslehrer und Leiter des Fotostudios an der Akademie der bildenden Künste Wien.
Seit 1958 malte Kodera mit vielfältigen Mitteln. Während seine ersten Arbeiten, die in den frühen 60er-Jahren in der Wiener Secession ausgestellt wurden, von einem fast durchgehend schwarzen Kolorit gekennzeichnet waren und das Spätwerk lebhaft in der Farbigkeit war, liegt dazwischen die Phase der „Figurativen Abstraktion“, in der Kodera die Farbpalette verhalten öffnete, die Beziehung von Körper zu Raum in den Mittelpunkt stellte und so eine originäre Formensprache fand. „Er sucht das Normale im alltäglichen Leben und macht daraus das Besondere“, hat der ehemalige Belvedere-Direktor Gerbert Frodl das malerische Werk Koderas einmal beschrieben.

## Publikationen
- mit Dieter Ronte: Malerei aus den letzten 25 Jahren. Wien 2008.
- Der Stephansdom. in Fotografien von Peter Kodera. Hohenems 2006.